# اقدامات فوق‌العاده
اقدامات فوق‌العاده (به انگلیسی: Extraordinary Measures) فیلمی محصول سال ۲۰۱۰ و به کارگردانی تام وان است. در این فیلم بازیگرانی همچون برندن فریزر، هریسون فورد، کری راسل، کورتنی بی. ونس، پاتریک بوشو، جرد هریس، آلن راک، دیوید کلنون، دی والاس و پی. جی. برن ایفای نقش کرده‌اند.